# Plan General de Ordenación de Madrid (1946)
El Plan General de Ordenación de Madrid, aprobado por ley especial en 1946, fue un Plan General de Ordenación Urbana y de ensanche para Madrid, la capital de España. Sus trabajos fueron iniciados en 1941 por el arquitecto y urbanista Pedro Bidagor Lasarte, por lo que el plan se conoce también como Plan Bidagor. 
Este plan ha sido considerado como representación y símbolo de una determinada concepción de la ciudad desarrollada conforme a la teoría de la urbanización falangista, por los aditamentos de fuerte valor figurativo, a modo de envoltura para satisfacer la demanda política de valor simbólico y emblemático. Con independencia de estas consideraciones, se trata del primer plan urbanístico redactado en España que reguló globalmente los usos del suelo por zonas y previno su desarrollo mediante la formulación de planes parciales.

## Historia

### Antecedentes
Tras la definición de los «ensanches» a finales del siglo XIX y principios del XX, los sucesivos «planes comarcales» de 1923, 1929 y 1934, trataban de resolver el crecimiento de la ciudad mediante su descentralización utilizando por primera vez el ferrocarril. Las propuestas desarrolladas por el proyecto de Secundino Zuazo y Hermann Jansen de 1929 responden al modelo teórico del núcleo central limitado y cerrado y la corona periférica de unidades autónomas separadas entre sí y del núcleo central por anillos y cuñas verdes.

## Propuestas
En la inmediata posguerra la Junta de Reconstrucción de Madrid acomete a nivel madrileño la tarea que a la Dirección General de Regiones Devastadas se había confiado a nivel de toda España, comenzando así toda una serie de instituciones específicas que irían creándose en Madrid por su condición de capital.

... fue en el nuevo plan de urbanismo esbozado en 1941, donde se recogieron los criterios del nuevo Estado para Madrid, un plan que no obstante sólo se aprobó en 1944, y que no se convirtió en ley hasta 1946; una primera prueba de la escasa prioridad que realmente se atribuía al urbanismo, al margen de cualquier declaración formal
Madrid para la democracia, página 31.

En su organización general, el plan, se extendía sobre 29 municipios y preveía un total de cuatro millones de habitantes.  Los municipios afectados por el Plan eran los siguientes:  Madrid, Chamartín de La Rosa, Fuencarral, Alcobendas, San Sebastián de los Reyes, Hortaleza, Canillas, Canillejas, Barajas de Madrid, Paracuellos de Jarama, Torrejón de Ardoz, San Fernando de Henares, Coslada, Vicálvaro, Vallecas, Ribas del Jarama, Villaverde, Getafe,
Carabanchel Bajo, Carabanchel Alto, Leganés, Alcorcón, Villaviciosa de Odón, Boadilla del Monte, Pozuelo de Alarcón, Aravaca, Majadahonda, Las Rozas de Madrid y el Pardo.

La aportación novedosa del Plan Bidagor fue la definición de un Plan General con el que se quiso ordenar urbanísticamente no sólo el territorio de la capital, sino los términos municipales colindantes. Contrario a la idea de una ciudad dispersa, Pedro Bidagor abordó los problemas del Gran Madrid en su conjunto y llevó su reflexión más allá de lo términos municipales...
Preocupado por conseguir un nuevo orden urbano, lo singular del plan fue el rechazo a la abstracción y, con objeto de disponer de un instrumento que permitiera la consecución del mismo, su propuesta supuso la apertura de tres frentes:
Juan González Blanco.

- Necesidad de una política pública de suelo para hacer frente a la especulación.
- Reclamar una legislación urbanística que comprenda tanto  las nuevas modalidades de planeamiento de desarrollo como de posibilitar colaboraciones tanto interadministrativas como interprofesionales.
- Propiciar el concurso de la actividad de la iniciativa.

### Puntos básicos
El nuevo Plan considera doce ideas o puntos que considera básicos:
1. La Capitalidad: la Capitalidad Nacional supone el orden urbanístico tres diversas funciones: Organización eficaz de la dirección política y económica, exaltación de los valores tradicionales que nos unen a nuestro pasado histórico y representación simbólica de la misión de España.
2. La ordenación ferroviaria: terminación del enlace de la estación de Atocha a la nueva de Chamartín para pasajeros y creación de dos nuevas para clasificación de mercancías en Getafe y Fuencarral unidas por su línea de circunvalación.
3. Plan de Accesos: los nuevos accesos correspondientes a las seis carreteras radiales, futuras autopistas, evitarán obstáculos dejando a un lado los suburbios para enlazar en los dos ejes ortogonales y las tres nuevas vías: Victoria, Europa e Imperio. La red se completa con dos líneas de cinturas a modo de circunvalaciones.
4. Zonificación: la economía, la comodidad y el orden de la ciudda obligan a separar en su recinto zonas diferentes en condiciones excepcionales de servicio para determinados fines, y con condiciones prohibitivas para cuantos usos molesten a aquellos.
5. La ciudad antigua y su reforma.
6. La terminación del ensanche.
7. Un nuevo ensanche en la prolongación de la Castellana: única área vecina la casco actual apta para la ubicación de edificación residencial extensiva con un nuevo centro comercial.
8. El extrarradio.
9. Los suburbios: considera tres sectores suburbiales en 1948 (Las Ventas, Puente de Vallecas y la margen derecha del Manzanares) y seis sectores con más de treinta núcleos en 1953 (Tetuán, Ventas, Vallecas, Usera, Puente de Toledo y carretera de Extremadura).[5]
10. Los límites de la ciudad y los anillos verdes: la ciudad, como todo organismo, debe tener límites definidos. El primer anillo rodea el núcleo principal de la ciudad. Un segundo anillo engloba suburbios y poblados,   enlazando espacios verdes ya existentes como El Pardo, Valdelatas, La Moraleja, El Plantío. Un tercer anillo rodea toda la zona de influencia urbana.
11. La ordenación de la industria: como elemento innovador plantea una clasificación, en función de producción y vistas, en once grupos a la vez que plantea quince núcleos industriales.
12. Los poblados satélites: se refiere tanto a núcleos  periféricos como Aravaca, Fuencarral, Chamartín, Hortaleza, Vallecas, Vicálvaro; como a la creación de ocho poblados satélites situados, al norte, en Peñagrande, Manoteras y Canillas, al este, en San Blas, Vicálvaro y Palomeras, y al sur, en Villaverde y Carabanchel.

## La capitalidad
Función simbólica considerada como la razón de ser y misión esencial de la Ciudad.
Desde el punto de vista urbanístico supone la necesidad tanto de disponer de emplazamientos apropiados para los edificios oficiales como el respeto a todo valor espiritual de orden histórico o tradicional.
Tres son los espacios reservados: el valle del Manzanares, el eje de la Castellana y el núcleo central o recinto antiguo.

### Fachada al Manzanares
Compuesta por la Catedral, el Palacio Real y el nuevo edificio de Falange, a construir en la elevación del Cuartel de la Montaña.

Jerarquía suprema dentro de este conjunto ocupan los tres edificios simbólicos de máxima evocación nacional, correspondiendo a los principios vitales de la nueva España. La Religión, la Patria y la Jerarquía se expresan en la Catedral, el Alcázar y el nuevo edificio de Falange Española Tradicionalista y de las JONS que se levantará en el solar sagrado del Cuartel de la Montaña.
Doménech Ybarra

### Núcleo central
Este Plan propone asentar un millón ochocientos mil habitantes en el núcleo central, ocupando un ensanche dividido en unidades de barrio autosufientes. A este espacio central le confería las funciones de capitalidad.

## Las comunicaciones

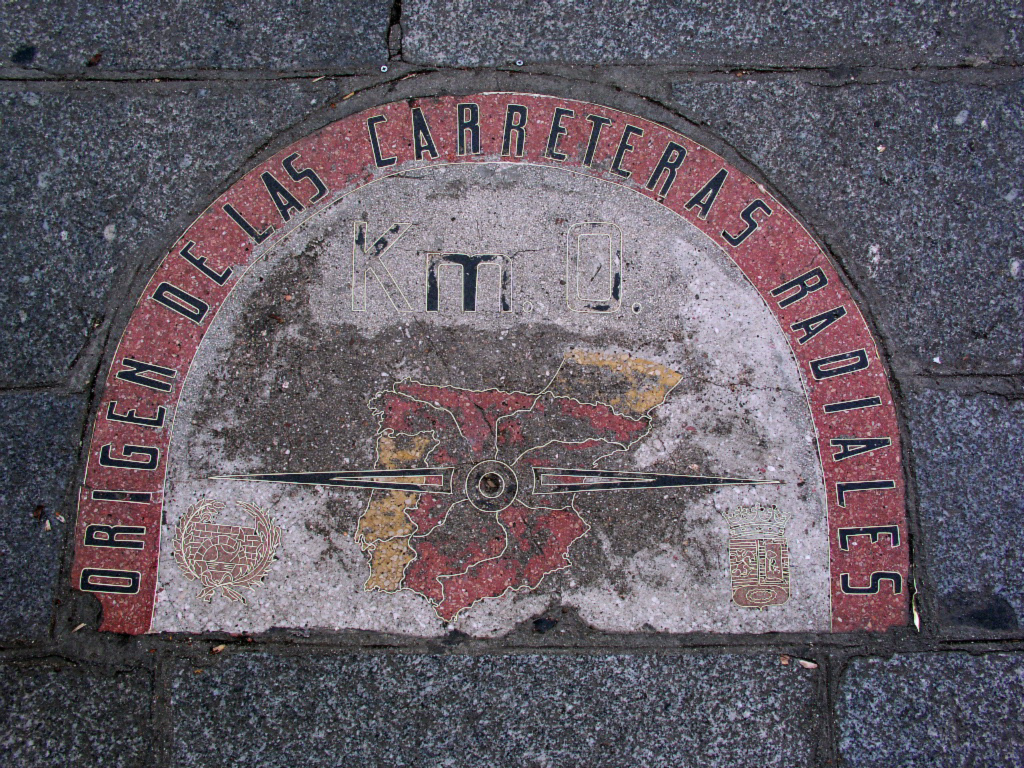
Kilómetro cero de las carreteras radiales, en la Puerta del Sol, Madrid.

Consecuencia de la capitalidad todas las carreteras nacionales están desarrolladas en forma concéntrica uniendo la villa con los distintos puntos de la periferia

Estos accesos tienen por misión fundamental unir, del modo más rápido y libre de obstáculos, los puntos neurálgicos de distribución del tráfico de la población con las carreteras generales. Hay que reconocer que los actuales accesos a Madrid cumplen muy malamente su finalidad, y ello es debido no a que éstos hayan estado siempre mal cocebidos, sino más bien a falta de unas ordenanzas rígidas que impidan eficazmente el que estos accesos se conviertan en populares calle de barrio, donde el tráfico es imposible.
Jesús Iribas de Miguel, Plan de Urbanización de Madrid.

Para este ingeniero la ciudad sin planificar se asemeja a una tela de araña: radiaciones y anillos concéntricos correspondientes a las sucesivas rondas que intentan limitar la población.

## La zonificación
Para regular el Uso del suelo define mediante la técnica de la calificación urbanística unidades urbanas con personalidad  que constituyan los barrios, distritos y poblados satélites distingue cinco zonas: especiales, comerciales, residenciales, verdes e industriales.
Los usos previstos en las zonas especiales son los relacionados con las funciones de representación, política y administración, enseñanza, sanidad e instalaciones militares.
Para organizar tanto el comercio como los centros de reunión y de espectáculos ordena las zonas comerciales con objeto de descongestionar el centro en favor tanto del ensanche como del extrarradio.
Clasifica las zonas residenciales sobre la base de la tipología edificatoria en tres grupos: edificación cerrada, abierta y aislada.

Su reglamentación se establece a través de planes de detalle y de las nuevas ordenanzas que distinguen todavía en cada grupo nuevas subdivisiones, ajustándose a las circunstancias que plantea la realidad de la ciudad existente y hecha en diversas etapas.

### Núcleos satélites

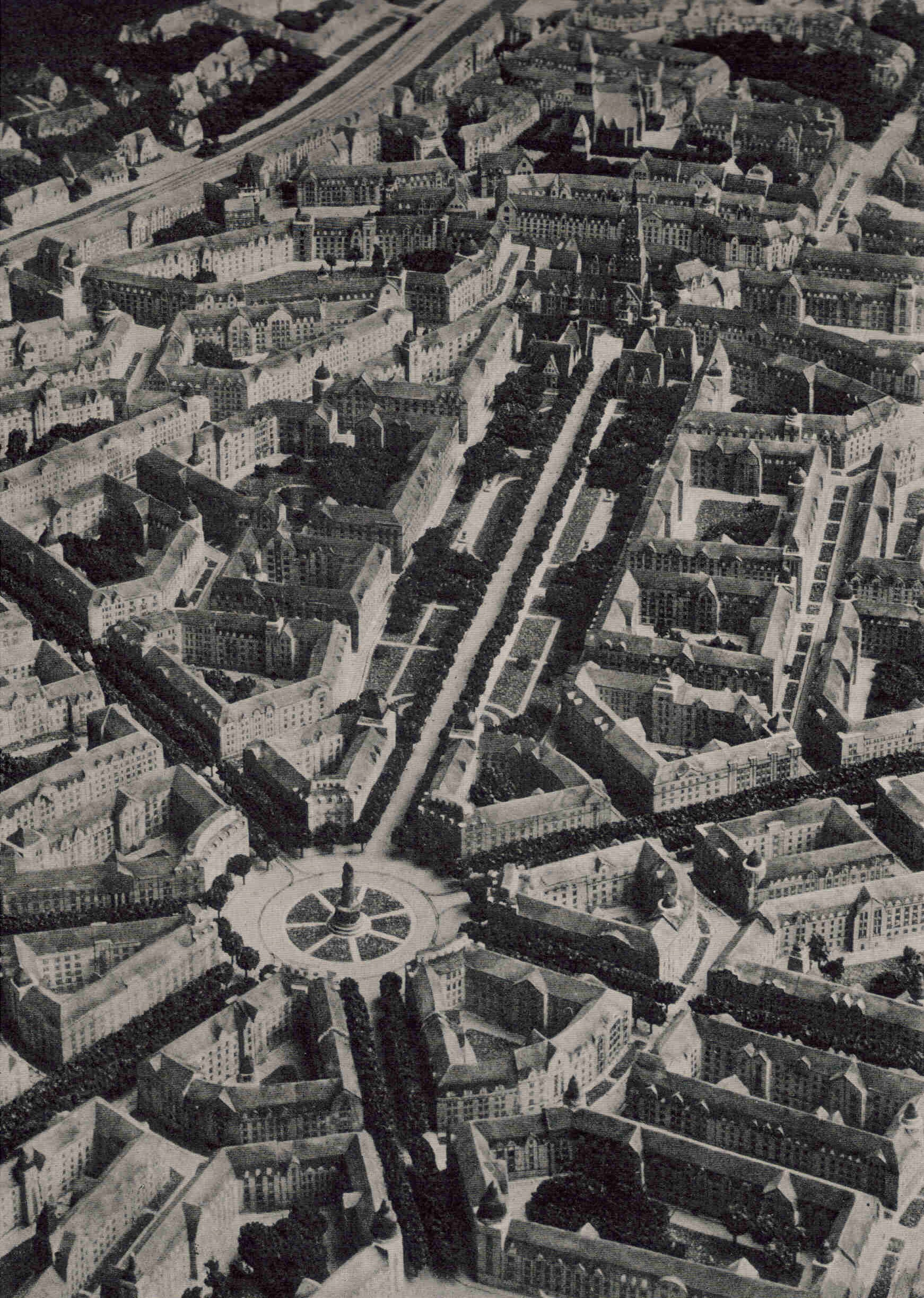
Fotografía de una maqueta del Munksnäs-Haga plan.

Situados externamente al núcleo central, los poblados quedan separados y en posición discontinua:

A esto se añade la localización, polarizada al sur, de las zonas industriales y el deseo de tratar el cuerpo central, hasta donde era posible, troceado en unidades discontinuas articuladas, separadas por espacios libres, de acuerdo con la teoría general aluso, que recibiría su definitiva formulación conceptual en la sugestiva exposición de la desconcentración orgánica de Eliel Saarinen..
Fernando de Terán, página 173.

## Cronología
- Octubre de 1939: Bidagor presenta ante la Primera Asamblea Nacional de Arquitectos las directrices, tanto urbanísticas como de reconstrucción de la capital de España
- 1941: concluye la redacción del documento
- 1944: Ley de Bases, aprobación
- 1946: Ley Articulada, ratificación
- 1949: Nuevo Estadio de Chamartín

## Planimetría
El plano de ordenación, cuyo original se encuentra en cartoteca y contiene planos manuscritos sobre papel impreso, lavados en acuarela a color y encuadernados en un solo volumen y dibujado a escala de 1 a 2 000 considera los siguientes elementos:
- Edificación de 1 a 3 plantas
- Edificación de 4 y 5 plantas
- Edificación de 6 y 7 plantas
- Edificación de más de 7 plantas
- Edificios públicos
- Edificios de espectáculos
- Zonas verdes
- Zonas industriales
- Industrias en fachada
- Cerámicas
- Hospitales
- Cementerios